# China op de Olympische Winterspelen 1998
Tijdens de Olympische Winterspelen van 1998, die in Nagano (Japan) werden gehouden, nam China voor de zesde keer deel.

## Medailleoverzicht
| Sport          | Olympiër                                           | Discipline           | Medaille |
| -------------- | -------------------------------------------------- | -------------------- | -------- |
| Freestyleskiën | Xu Nannan                                          | aerials (v)          | Zilver   |
| Shorttrack     | Yang Yang (S)                                      | 500 m (v)            | Zilver   |
| Shorttrack     | Yang Yang (S)                                      | 1000 m (v)           | Zilver   |
| Shorttrack     | An Yulong                                          | 500 m (m)            | Zilver   |
| Shorttrack     | Li JiaJun                                          | 1000 m (m)           | Zilver   |
| Shorttrack     | Sun Dandan Wang Chunlu Yang Yang (A) Yang Yang (S) | 3000 m aflossing (v) | Zilver   |
| Shorttrack     | Li JiaJun Feng Kai Yuan Ye An Yulong               | 5000 m aflossing (m) | Brons    |
| Kunstrijden    | Chen Lu                                            | vrouwen              | Brons    |

## Deelnemers en resultaten
(m) = mannen, (v) = vrouwen 

### Biatlon
| Olympiër                                         | Discipline             | Resultaat | Prestatie |
| ------------------------------------------------ | ---------------------- | --------- | --- |
| Sun Ribo                                         | 7,5 km (v)             | 39e       | 25.29,0 (+2.21,0) pen.: 3 (1 + 2) |
| Sun Ribo                                         | 15 km (v)              | 21e       | 58.19,2 (+3.27,2) pen.: 6 (2 + 2 + 0 + 2) |
| Yu Shumei                                        | 7,5 km (v)             | 5e        | 23.44,0 (+36,0) pen.: 0 (0 + 0) |
| Yu Shumei                                        | 15 km (v)              | 9e        | 56.41,3 (+1.49,3) pen.: 2 (0 + 1 + 1 + 0) |
| Team Yu Shumei Sun Ribo Liu Jinfeng Liu Xianying | 4x7,5 km estafette (v) | 7e        | 1:43.32,6 (+3.19,0) pen.: 1-10 25.15,7 pen.: 0-1 (0-1 + 0-0) 25.17,2 pen.: 0-2 (0-0 + 0-2) 25.59,0 pen.: 0-2 (0-1 + 0-1) 27.00,7 pen.: 1-5 (0-2 + 1-3) |

### Freestyleskiën
| Olympiër   | Discipline  | Resultaat | Prestatie                           |
| ---------- | ----------- | --------- | ----------------------------------- |
| Ou Xiaotao | aerials (m) | 17e       | dnq (kwalificatie: 183,84 p.)       |
| Xu Nannan  | aerials (v) | Zilver    | 186,97 p. (kwalificatie: 182,01 p.) |
| Guo Dandan | aerials (v) | 7e        | 159,74 p. (kwalificatie: 163,95 p.) |
| Ji Xiaoou  | aerials (v) | 12e       | dns (kwalificatie: 167,42 p.)       |
| Yin Hong   | aerials (v) | 24e       | dnq (kwalificatie: 90,73 p.)        |

### Kunstrijden
| Olympiër             | Discipline | Resultaat | Prestatie                              |
| -------------------- | ---------- | --------- | -------------------------------------- |
| Guo Zhengxin         | mannen     | 8e        | 14,0 p. (korte kür: 10 - lange kür: 9) |
| Chen Lu              | vrouwen    | Brons     | 5,0 p. (korte kür: 4 - lange kür: 3)   |
| Shen Xue Zhao Hongbo | paarrijden | 5e        | 9,0 p. (korte kür: 8 - lange kür: 5)   |

### Langlaufen
| Olympiër       | Discipline                    | Resultaat | Prestatie                              |
| -------------- | ----------------------------- | --------- | -------------------------------------- |
| Qu Donghai     | 10 km klassiek (m)            | dnf       | opgave                                 |
| Qu Donghai     | 50 km vrije stijl (m)         | 29e       | 2:16.42,3 (+11.34,1)                   |
| Qu Donghai     | achtervolging 10 km+15 km (m) | dnf       | opgave 10 km                           |
| Wu Jintao      | 10 km klassiek (m)            | 81e       | 32.57,7 (+5.33,2)                      |
| Wu Jintao      | 30 km klassiek (m)            | dnf       | opgave                                 |
| Wu Jintao      | achtervolging 10 km+15 km (m) | 68e       | +12.50,4 (10 km:32.57 + 15 km:46.55,1) |
|                |                               |           |                                        |
| Guo Dongling   | 5 km klassiek (v)             | 72e       | 20.58,0 (+3.20,1)                      |
| Guo Dongling   | 15 km klassiek (v)            | 55e       | 54.50,6 (+7.55,2)                      |
| Guo Dongling   | achtervolging 5 km+10 km (v)  | 65e       | +8.28,3 (5 km:20.58 + 10 km:33.37,2)   |
| Luan Zhengrong | 5 km klassiek (v)             | 68e       | 20.30,0 (+2.52,1)                      |
| Luan Zhengrong | 15 km klassiek (v)            | 51e       | 53.48,4 (+6.53,0)                      |
| Luan Zhengrong | achtervolging 5 km+10 km (v)  | 62e       | +7.17,4 (5 km:20.30 + 10 km:32.54,3)   |

### Schaatsen
| Olympiër      | Discipline | Resultaat | Prestatie                      |
| ------------- | ---------- | --------- | ------------------------------ |
| Dai Dengwen   | 500 m (m)  | 31e       | 1.13,98 (+2,63) 37,03+36,95    |
| Dai Dengwen   | 1000 m (m) | 36e       | 1.14,20 (+3,56)                |
| Feng Qingbo   | 1500 m (m) | 43e       | 1.56,45 (+8,58)                |
| Li Yu         | 500 m (m)  | 27e       | 1.13,58 (+2,23) 36,79+36,79    |
| Li Yu         | 1000 m (m) | 38e       | 1.14,50 (+3,86)                |
| Liu Hongbo    | 500 m (m)  | 28e       | 1.13,72 (+2,37) 36,77+36,95    |
| Liu Hongbo    | 1000 m (m) | 40e       | 1.15,06 (+4,42)                |
| Wan Chunbo    | 1500 m (m) | 36e       | 1.54,64 (+6,77)                |
| Wu Fenglong   | 1000 m (m) | dnf       | opgave                         |
|               |            |           |                                |
| Jin Hua       | 500 m (v)  | 36e       | 1.44,39 (+27,79) 1.04,07+40,32 |
| Li Xuesong    | 1000 m (v) | 26e       | 1.21,54 (+5,03)                |
| Li Xuesong    | 1500 m (v) | 31e       | 2.08,05 (+10,47)               |
| Song Li       | 1500 m (v) | 28e       | 2.05,98 (+8,40)                |
| Song Li       | 3000 m (v) | 26e       | 4.28,99 (+21,70)               |
| Wang Manli    | 500 m (v)  | 22e       | 1.20,07 (+3,47) 40,01+40,06    |
| Wang Manli    | 1000 m (v) | 31e       | 1.22,13 (+5,62)                |
| Xue Ruihong   | 500 m (v)  | 14e       | 1.19,02 (+2,42) 39,49+39,53    |
| Xue Ruihong   | 1000 m (v) | 28e       | 1.21,84 (+5,33)                |
| Yang Chunyuan | 500 m (v)  | 23e       | 1.20,16 (+3,56) 39,92+40,24    |
| Yang Chunyuan | 1000 m (v) | 32e       | 1.22,20 (+5,69)                |

### Shorttrack
| Olympiër                                           | Discipline           | Resultaat | Prestatie                                                                              |
| -------------------------------------------------- | -------------------- | --------- | -------------------------------------------------------------------------------------- |
| An Yulong                                          | 500 m (m)            | Zilver    | Finale: 43,022, hf 1 (2e): 43,796, kf 2 (1e): 43,384, vr 1 (1e): 43,748                |
| An Yulong                                          | 1000 m (m)           | 14e       | dnq, kf 3 (3e): 1.29,784, vr 6 (2e): 1.32,731                                          |
| Feng Kai                                           | 500 m (m)            | 14e       | dnq, kf 4 (3e): 44,384, vr 3 (2e): 44,817                                              |
| Feng Kai                                           | 1000 m (m)           | 18e       | dnq, vr 3 (3e): 1.31,724                                                               |
| Li JiaJun                                          | 500 m (m)            | 9e        | dnq, hf 2: diskwalificatie, kf 3 (1e): 42,861, vr 4 (1e): 43,831                       |
| Li JiaJun                                          | 1000 m (m)           | Zilver    | Finale: 1.32,428, hf 2 (2e): 1.32,183, kf 4 (1e): 1.34,510, vr 8 (2e): 1.34,023        |
| Li JiaJun Feng Kai Yuan Ye An Yulong               | 5000 m aflossing (m) | Brons     | Finale: 7.11,559, hf 1 (2e): 7.05,797                                                  |
|                                                    |                      |           |                                                                                        |
| Wang Chunlu                                        | 500 m (v)            | 8e        | Finale: opgave, hf 2 (2e): 45,655, kf 4 (1e): 46,091, vr 3 (1e): 45,655                |
| Wang Chunlu                                        | 1000 m (v)           | dq        | dnq, vr 5: diskwalificatie                                                             |
| Yang Yang (A)                                      | 500 m (v)            | 15e       | dnq, kf 1: diskwalificatie, vr 5 (1e): 46,815                                          |
| Yang Yang (A)                                      | 1000 m (v)           | 8e        | Finale: diskwalificatie, hf 2 (1e): 1.34,688, kf 1 (1e): 1.31,991, vr 6 (1e): 1.37,062 |
| Yang Yang (S)                                      | 500 m (v)            | Zilver    | Finale: 46,627, hf 1 (2e): 45,101, kf 2 (2e): 46,578, vr 7 (1e): 46,136                |
| Yang Yang (S)                                      | 1000 m (v)           | Zilver    | Finale: 1.43,343, hf 1 (2e): 1.35,721, kf 3 (2e): 1.37,252, vr 2 (1e): 1.35,244        |
| Sun Dandan Wang Chunlu Yang Yang (A) Yang Yang (S) | 3000 m aflossing (v) | Zilver    | Finale: 4.16,383, hf 2 (2e): 4.22,342                                                  |

### IJshockey
| Olympiër | Discipline | Resultaat | Prestatie |
| --- | ---------- | --------- | --- |
| Chen Jing Dang Hong Diao Ying Gong Ming Guo Hong Guo Lili Guo Wei Huo Lina Li Xuan Liu Chunhua Liu Hongmei Lu Yan Ma Jinping Ma Xiaojun Sang Hong Wang Wei Xu Lei Yang Xiuqing Zhang Jing Zhang Lan | vrouwen    | 4e        | Groepsfase: 0- 5 China - Verenigde Staten 0- 2 China - Canada 6- 1 China - Japan 3- 1 China - Zweden 1- 6 China - Finland Bronzen finale: 1- 4 China - Finland |

Amerikaanse Maagdeneilanden · Andorra · Argentinië · Armenië · Australië · Azerbeidzjan · België · Bermuda · Bosnië en Herzegovina · Brazilië · Bulgarije · Canada · Chili · China · Chinees Taipei · Cyprus · Denemarken · Duitsland · Estland · Finland · Frankrijk · Georgië · Griekenland · Groot-Brittannië · Hongarije · Ierland · IJsland · India · Iran · Israël · Italië · Jamaica · Japan · Joegoslavië · Kazachstan · Kenia · Kirgizië · Kroatië · Letland · Liechtenstein · Litouwen · Luxemburg · Macedonië · Moldavië · Monaco · Mongolië · Nederland · Nieuw-Zeeland · Noord-Korea · Noorwegen · Oekraïne · Oezbekistan · Oostenrijk · Polen · Portugal · Puerto Rico · Roemenië · Rusland · Slovenië · Slowakije · Spanje · Trinidad en Tobago · Tsjechië · Turkije · Uruguay · Venezuela · Verenigde Staten · Wit-Rusland · Zuid-Afrika · Zuid-Korea · Zweden · Zwitserland